# Benetton B190
O B190/B190B é o modelo da Benetton nas temporadas de 1990 e até a segunda prova da de 1991 da Fórmula 1. Condutores do B190 a partir da terceira prova de 1990: Alessandro Nannini, Nelson Piquet e Roberto Moreno

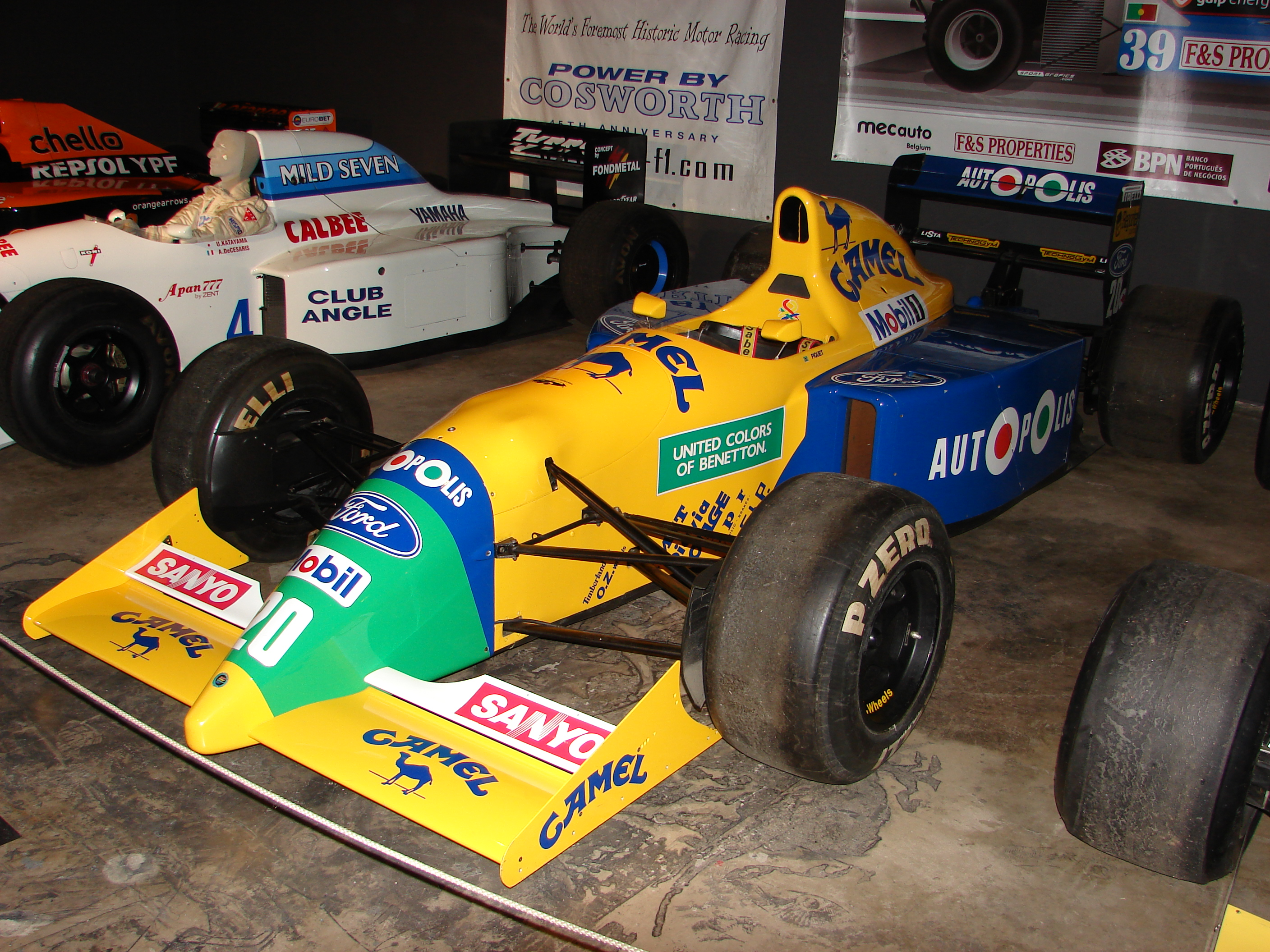
O B190B foi utilizado nas duas primeiras corridas de.

e do B190B até a segunda prova de 1991: Roberto Moreno e Nelson Piquet.

## Resultados[1][2]
(legenda) (em itálico indica volta mais rápida)
| Ano  | Chassi | Motor        | Pneus | N° | Pilotos            | 1   | 2   | 3   | 4   | 5   | 6   | 7   | 8   | 9   | 10  | 11  | 12  | 13  | 14  | 15  | 16  | Pontos    | Posição |  |
| ---- | ------ | ------------ | ----- | -- | ------------------ | --- | --- | --- | --- | --- | --- | --- | --- | --- | --- | --- | --- | --- | --- | --- | --- | --------- | ------- |  |
|      |        |              |       |    |                    |     |     |     |     |     |     |     |     |     |     |     |     |     |     |     |     |           |         |  |
|      |        |              |       |    |                    | USA | BRA | SMR | MON | CAN | MEX | FRA | GBR | GER | HUN | BEL | ITA | POR | ESP | JAP | AUS |           |         |  |
| 1990 | B190   | Ford HBA4 V8 | G     | 19 | Alessandro Nannini |     |     | 3   | Ret | Ret | 4   | 16† | Ret | 2   | Ret | 4   | 8   | 6   | 3   |     |     | 671 (71)  | 4°      |  |
| 1990 | B190   | Ford HBA4 V8 | G     | 19 | Roberto Moreno     |     |     |     |     |     |     |     |     |     |     |     |     |     |     | 2   | 7   | 671 (71)  | 4°      |  |
| 1990 | B190   | Ford HBA4 V8 | G     | 20 | Nelson Piquet      |     |     | 5   | DSQ | 2   | 6   | 4   | 5   | Ret | 3   | 5   | 7   | 5   | Ret | 1   | 1   | 671 (71)  | 4°      |  |
|      |        |              |       |    |                    |     |     |     |     |     |     |     |     |     |     |     |     |     |     |     |     |           |         |  |
|      |        |              |       |    |                    | USA | BRA | SMR | MON | CAN | MEX | FRA | GBR | GER | HUN | BEL | ITA | POR | ESP | JAP | AUS |           |         |  |
| 1991 | B190B  | Ford HB5 V8  | P     | 19 | Roberto Moreno     | Ret | 7   |     |     |     |     |     |     |     |     |     |     |     |     |     |     | 62 (38.5) | 4°      |  |
| 1991 | B190B  | Ford HB5 V8  | P     | 20 | Nelson Piquet      | 3   | 5   |     |     |     |     |     |     |     |     |     |     |     |     |     |     | 62 (38.5) | 4°      |  |

† Completou mais de 90% da distância da corrida.
↑1  Na primeira e segunda prova utilizou o B189B marcando 4 pontos (71 no total). 
↑2  A partir do GP de San Marino utilizou o B191 marcando 32.5 pontos (38.5 no total).